# Episode (Stratovarius)
| Recensione | Giudizio |
| ---------- | -------- |
| AllMusic   |          |

Episode è il quinto album della band power metal finlandese Stratovarius, pubblicato nel 1996.
Questo è il primo full-length degli Stratovarius con il solo Timo Tolkki membro superstite della formazione originale.

## Tracce
1. Father Time – 5:01 (testo: Timo Kotipelto, Richard Johnson – musica: Timo Tolkki)
2. Will the Sun Rise? – 5:06 (testo: Timo Kotipelto – musica: Timo Tolkki)
3. Eternity – 6:55 (testo: Timo Kotipelto – musica: Timo Tolkki)
4. Episode (strumentale) – 2:01 (musica: Timo Tolkki)
5. Speed of Light – 3:03 (testo: Timo Kotipelto – musica: Timo Tolkki)
6. Uncertainty – 5:59 (testo: Timo Kotipelto – musica: Timo Kotipelto)
7. Season of Change – 6:56 (testo: Timo Tolkki – musica: Timo Tolkki)
8. Stratosphere (strumentale) – 4:51 (musica: Timo Tolkki)
9. Babylon – 7:09 (testo: Timo Tolkki – musica: Timo Tolkki)
10. Tomorrow – 4:51 (testo: Richard Johnson – musica: Timo Tolkki)
11. Night Time Eclipse – 7:58 (testo: Timo Kotipelto – musica: Timo Tolkki)
12. Forever – 3:06 (testo: Timo Tolkki – musica: Timo Tolkki)

Traccia bonus nella versione giapponese
1. When the Night Meets the Day – 5:30 (testo: Timo Tolkki – musica: Timo Tolkki)

Tracce bonus nella versione giapponese del 2002
1. When the Night Meets the Day – 5:30 (testo: Timo Tolkki – musica: Timo Tolkki)
2. Future Shock '96 – 4:27 (testo: Tuomo Lassila, Timo Tolkki – musica: Tuomo Lassila, Timo Tolkki)

## Formazione
- Timo Tolkki - chitarra
- Timo Kotipelto - voce
- Jari Kainulainen - basso
- Jens Johansson - tastiere
- Jörg Michael - batteria